# Stanisław Szembek (zm. 1735)
Stanisław Szembek ze Słupowa herbu własnego (zm. w 1735 roku) – chorąży sandomierski od 1724 roku (zrezygnował przed 31 lipca 1736 roku), cześnik lubelski w latach 1709–1724, starosta lelowski od 1726 roku.
Poseł województwa sandomierskiego na sejm nadzwyczajny 1733 roku.